# لوئیس فیگو
لوئیس فیلیپ مادریا کائریو فیگو (به پرتغالی: Luís Filipe Madeira Caeiro Figo) (زاده ۴ نوامبر ۱۹۷۲ در آلمادا) بازیکن پیشین فوتبال اهل پرتغال است.
از باشگاه‌هایی که فیگو در آنها بازی کرده‌است، می‌توان به باشگاه فوتبال اسپورتینگ لیسبون، باشگاه فوتبال بارسلونا، باشگاه فوتبال رئال مادرید و باشگاه فوتبال اینتر میلان اشاره کرد.سبک منحصربفرد بازی فیگو، او را به یکی برترین بازیکنان تاریخ دو باشگاه بارسلونا و رئال مادرید و همچنین تیم ملی پرتغال میکند. او به همراه کریستیانو رونالدو و اوزه بیو از اسطوره های فوتبال پرتغال شناخته میشود.

## زندگی ورزشی

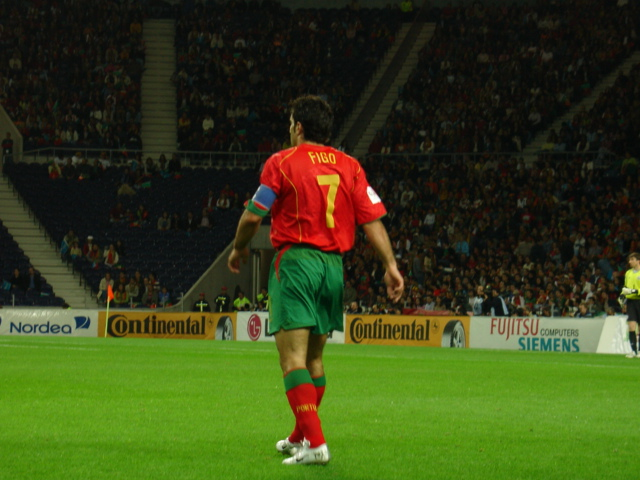
لوییس فیگو در جایگاه کاپیتان.

فیگو در تیم‌هایی همچون اسپورتینگ، بارسلونا، رئال مادرید و اینتر میلان بازی کرده‌است.
انتقال جنجالی او در سال ۲۰۰۰ که مستقیماً از بارسلونا به رئال مادرید پیوست یکی از جنجالی‌ترین ترانسفرهای تاریخ است این انتقال که با مبلغی بالاتر از ۵۰ میلیون یورو شکل گرفت در دوران خود رکورد بازار نقل و انتقالات به حساب می‌آمد؛ که البته یک سال بعد با آمدن زین الدین زیدان از یوونتوس به رئال شکسته شد.
هواداران بارسا به قدری از این انتقال خشمگین بودند که کینه خود را در اولین بازی بارسا و رئال مادرید که پس از این انتقال بود ، در ورزشگاه نیوکمپ با پرتاب کردن سر خوک به سمت فیگو نشان دادند.
او کاپیتان تیمی بود که از آن به‌عنوان تیم طلایی تاریخ پرتغال شناخته میشود.بازیکنانی مانند پپه مدافع رئال مادرید،کریستیانو رونالدو ستاره آن روزهای منچستریونایتد، دکو هافبک خوش استیل بارسلونا و همچنین فیگو در این تیم بازی می کردند.  او در دوران حرفه ای خود در تیم ملی پرتغال موفق شد این تیم را به نیمه نهایی جام جهانی فوتبال و رده چهارمی جهان برساند. او در ۳۱ مه ۲۰۰۹ از فوتبال خداحافظی کرد، در دوران حرفه‌ای خود ۱۲۷ بازی ملی برای تیم پرتغال داشته‌است.
فیگو در سال ۲۰۰۱ به عنوان بازیکن برتر سال فوتبال دنیا  بالاتر از اسطوره فرانسوی یعنی زیدان انتخاب شد.
او همچنین در میان ۱۰۰ بازیکن برتر تمام ادوار فیفا قرار دارد.
فیگو با وجود خداحافظی از فوتبال ولی همچنان در صحنه فوتبال حضور دارد و به عنوان یکی از مدیران ارشد باشگاه اینتر میلان فعالیت می‌کند.

## کاندیداتوری در انتخابات ریاست فیفا
در ژانویه ۲۰۱۵ لوئیس فیگو در مصاحبه با شبکه سی‌ان‌ان (CNN)، رسماً نامزدی خود برای ریاست فیفا را تأیید کرد.
او سپ بلاتر را به برگزاری مناظره تلویزیونی دعوت کرد که توسط شبکه‌های بی‌بی‌سی و اسکای اسپورت منتشر شود ولی بلاتر این پیشنهاد را رد کرد. فیگو عنوان کرد که قصد داشته ایده‌هایش را به صورت رسانه‌ای به مردم منتقل کند.
او هم چنین از طرح برگزاری رقابت‌های جام جهانی ۲۰۲۲ قطر در فصل زمستان، استقبال کرد.
و هم چنین وعده داد در صورت برنده شدن جام جهانی را با شرکت ۴۸ تیم برگزار خواهد کرد.
دیوید بکهام نیز از کاندیداتوری فیگو حمایت کرد.
در ۲۱ می ۲۰۱۵ وی با انتشار بیانیه‌ای از انتخابات فیفا کناره‌گیری کرد.